# Udičarke
Udičarke (Lophiiformes) su red riba u razredu zrakoperki (Actinopterygii).
Ove ribe nose naziv po kožnom nastavku prve leđne peraje poviše usta koja izgleda poput mamca za lov na ribe, što u stvari i jeste, jer s njime mame plijen.  Ovaj svjetleći mamac ispunjen je bakterijama koje proizvode svjetlo.
Ribe udičarke žive pri morskom dnu, a odlikuju se i velikom glavom koja uzauzima veći dio tijela, velikim ustima i zubima. Najpoznatija 
Porodica Lophiidae ili grdobinki jedina je zastupljena u Jadranu.

## Porodice
Red se sastoji od 18 porodica:
1. Antennariidae, Rodovi : 13 / Vrste : 47
2. Brachionichthyidae, Rodovi : 5 / Vrste : 14
3. Caulophrynidae,  	Rodovi : 2 / Vrste : 5
4. Centrophrynidae, Rodovi : 1 / Vrste : 1
5. Ceratiidae, Rodovi : 2 / Vrste : 4
6. Chaunacidae, Rodovi : 2 / Vrste : 19
7. Diceratiidae, Rodovi : 2 / Vrste : 6
8. Gigantactinidae, Rodovi : 2 / Vrste : 23
9. Himantolophidae,  Rodovi : 1 / Vrste : 21
10. Linophrynidae, Rodovi : 5 / Vrste : 27
11. Lophichthyidae,  Rodovi : 1 / Vrste : 1
12. Lophiidae, Rodovi : 4 / Vrste : 28
13. Melanocetidae, Rodovi : 1 / Vrste : 6
14. Neoceratiidae,  Rodovi : 1 / Vrste : 1
15. Ogcocephalidae, Rodovi : 10 / Vrste : 73
16. Oneirodidae, Rodovi : 16 / Vrste : 64
17. Tetrabrachiidae,  Rodovi : 2 / Vrste : 2
18. Thaumatichthyidae Rodovi : 2 / Vrste : 8

## Vanjske poveznice
|  | Zajednički poslužitelj ima još gradiva o temi Udičarke |
|  | Wikivrste imaju podatke o taksonu Udičarkama           |